# Bulbophyllum longisepalum
Bulbophyllum longisepalum es una especie de orquídea epifita originaria de Nueva Guinea.    

## Descripción
Es una  orquídea de tamaño pequeño a mediano, de crecimiento cálido con hábitos de epífita con pseudobulbos a una distancia de 2 a 3,5 cm entre cada uno, con cuatro ángulos envueltos basalmente en la juventud por 2-3 vainas, basales, tubulares y que lleva una sola hoja , apical, erecta, densamente coriácea, ovalada, ampliamente obtusa y superficialmente retusa, apiculada,  de base cortamente peciolada. Florece en una inflorescencia erecta, a partir del rizoma entre pseudobulbos, de 4 a 5 cm  de largo, de color rojizo, con flores solitarias con tres nodos dando lugar a una quilla tubular, basal,  y apiculada, rojo oscuro con brácteas manchadas.

## Distribución y hábitat
Se encuentra en el sureste de Nueva Guinea como  epífita.  

## Taxonomía
Bulbophyllum longisepalum fue descrita por Robert Allen Rolfe    y publicado en Orchid Review 3: 105. 1895.
Etimología
Bulbophyllum: nombre genérico que se refiere a la forma de las hojas que es bulbosa.
longisepalum: epíteto latino que significa "con grandes sépalos".
Sinonimia
- Hyalosema longisepalum (Rolfe) Rolfe	[3][4]